# チュートリアルサマー
『チュートリアルサマー』は、すたじおみりす ペレットから2005年10月28日に発売された18禁恋愛アドベンチャーゲームである。
本作の発売後、すたじおみりす本体のスタッフが参加していないにもかかわらず、すたじおみりす本体と混同する購入者が相次いだため、同ブランドがAXLと改名するきっかけとなった。
なお、本作の版権、サポートはAXLが引き継いでいる。

## あらすじ
貧乏学生の日向一平は、恩師である瀬戸文旦の依頼を受けて、彼の孫である三姉妹の家に家庭教師のアルバイトのためにやってくる。
だが、一平は、新しい家庭教師が男だと言うことを聞かされていなかった恩師の孫娘からの猛反発を受ける。

## 登場人物

### メインキャラクター
日向一平（ひゅうが いっぺい）
本編の主人公。三姉妹の祖父であり、ゼミ担当の教授である瀬戸文旦に家庭教師のアルバイトを紹介されてやってくるが、三姉妹たちに断られてしまう。
瀬戸早香（せと はやか）
声：青山ゆかり
三姉妹の長女。責任感が強く、妹たちの保護者を自認している。
瀬戸小夏（せと こなつ）
声：金田まひる
三姉妹の次女。料理が下手である。
瀬戸柚子（せと ゆずこ）
声：北都南
三姉妹の三女。既に博士号を持っている天才少女で、チェスは世界レベルの実力。
葉月涼帆（はづき すずほ）
声：観村咲子
一平の先輩。瀬戸家の近所で行われている遺跡の発掘調査隊員に選ばれ、瀬戸文旦の紹介があり、瀬戸家に居候することとなる。

### サブキャラクター
山崎源太（やまさき げんた）
声：大福子
小夏のクラスメイト。
滝沢数馬（たきざわ かずま）
声：保村真
数学の教師。柚子のストーカーであるが軽くあしらわれている。3姉妹の家庭教師をやっていた。
山本助三郎（やまもと すけさぶろう）
声：城崎彦太
何でも屋。ある目的があり、三姉妹の住む草薙町にやってくる。
田中春子（たなか はるこ）
声：木村あやか
山本の子分。
瀬戸文旦（せと ぶんたん）
声：事務台車
3姉妹の祖父であり、一平と涼帆の恩師である。

## 開発
本作はすたじおみりすペレットのデビュー作であり、プロデューサーのGOUはゼロから作るのは本作が初めてであり、右往左往しながら作ったとGame-Styleとのインタビューの中で振り返っている。
原画にはWitchで『Milkyway』などに携わった瀬之本久史が起用された。
GOUは、新しく発足したブランドが長続きするには、絵柄を含めて大きく変わる必要があると考え、瀬之本にWitch時代の絵柄を封じよという指示を出した。
指示を受けた瀬之本は、定規で測りながら手癖を矯正したり、顔と目のバランスを計算しながら、自らの指先に絵柄を覚え込ませるようにして原画を作成し、次回作『ひだまり』でも同様の手法がとられた。
瀬之本はGame-Styleとのインタビューの中で、自ら培った引き出しが使えなかった点で辛かったと述べる一方、本作は自分の新しい絵の実験作でもあったと振り返っている。

## スタッフ
- イラストレータ・原画：瀬之本久史
- シナリオ：北側寒囲
- サウンド:PELVISMUSIC inc

## 主題歌
- 主題歌『READY 4 U：）』
歌：真理絵/作詞：松宮豊/作・編曲：金さん
- エンディング曲『YOURS EVER』
歌：真理絵/作詞：松宮豊/作：金さん

## 関連商品
DVDPG
- チュートリアルサマー DVDPG
  - 発売日：2007年8月10日
  - ブランド：アイチェリー
  - 品番：AICDV-0136